# Château de Nagashino
Le château de Nagashino (長篠城, Nagashino-jō) qui date de l'époque Sengoku se trouve dans la ville moderne de Shinshiro, dans l'est de la préfecture d'Aichi au Japon. Il est connu pour être le lieu de la décisive bataille de Nagashino entre les forces alliées de Tokugawa Ieyasu et Oda Nobunaga contre Katsuyori Takeda en 1575.

## Histoire
En 1508, Ujichika Imagawa, gouverneur des provinces de Suruga et Totomi, ordonna à son vassal Suganuma Motonari de construire un château à Shitara, province de Mikawa, pour protéger les abords occidentaux de ses domaines.
En 1573, le château tomba sous le contrôle de Tokugawa Ieyasu qui plaça à son commandement Okudaira Nobumasa, son ancien vassal Takeda. À la suite d'escarmouches au nord avec le clan Takeda qui devenait de plus en plus belliqueux, les défenses du château furent renforcées. Les Takeda envahirent en nombre la province de Mikawa en 1575 et firent le siège du château.
Dans la bataille qui s'ensuivit, les forces alliées de Tokugawa Ieyasu et Oda Nobunaga amenèrent un total de 38 000 hommes pour lever le siège du château tenu par Takeda Katsuyori. Des 15 000 assiégeants de Takeda, seulement 12 000 affrontèrent l'armée d'Oda Tokugawa dans la bataille. Cherchant à protéger ses arquebusiers de la cavalerie de Takeda, Nobunaga fit construire des palissades en bois derrière lesquelles ses artilleurs attaquèrent par salves. À la mi-journée de la bataille, les Takeda rompirent le front et s'enfuirent après avoir subi de lourdes pertes, dont huit des célèbres 24 généraux de Shingen Takeda que Katsuyori avait reçus de Takeda Shingen. L'usage des armes à feu fut un point tournant de l'histoire de la guerre chez les samouraïs. Après la bataille, le château fut laissé à l'abandon.
Le site de l'ancien château de Nagashino fut protégé par les Sites historiques nationaux en 1929. C'était la première fois qu'un ancien château bénéficiait d'une telle protection. Situé à l'embranchement de deux rivières, il ne subsiste plus du château aujourd'hui que des restes des douves et quelques ouvrages en pierre.
En 2006, le site du château de Nagashino fut classé 46e dans la liste des cent châteaux japonais remarquables dressée par la  Fondation des châteaux japonais, essentiellement pour son importance historique.